# فرانكو برينزا
فرانكو برينزا (بالإيطالية: Franco Brienza)‏ (19 مارس 1979 إيطاليا - ) هو لاعب كرة قدم إيطالي، يلعب كلاعب وسط.

## روابط خارجية
- فرانكو برينزا على موقع قاعدة بيانات كرة القدم.إي يو (الإنجليزية)
- فرانكو برينزا على موقع ناشيونال فوتبول تيمز (الإنجليزية)
- فرانكو برينزا على موقع Soccerway.com (الإنجليزية)
- فرانكو برينزا على موقع عالم كرة القدم.نت (الإنجليزية)
- فرانكو برينزا على موقع AS.com (الإسبانية)